# Amastris pseudoelevata
Amastris pseudoelevata är en insektsart som beskrevs av Broomfield 1976. Amastris pseudoelevata ingår i släktet Amastris och familjen hornstritar. Inga underarter finns listade i Catalogue of Life.